# Australoeuops paranigrum
Australoeuops paranigrum là một loài bọ cánh cứng trong họ Attelabidae. Loài này được Legalov miêu tả khoa học năm 2002.